# W Весов
W Весов (лат. W Librae) — одиночная переменная звезда в созвездии Весов на расстоянии (вычисленном из значения параллакса) приблизительно 75152 световых лет (около 23041 парсека) от Солнца. Видимая звёздная величина звезды — от +15,5m до +10,5m.

## Характеристики
W Весов — красная пульсирующая переменная звезда, мирида (M).